# Peter Goller
Peter Goller (* 1961) ist ein österreichischer Historiker und Archivar an der Universität Innsbruck.
Goller absolvierte in den 1980er-Jahren Studien der Geschichtswissenschaft und Germanistik an der Universität Innsbruck. 1986 wurde er mit der Arbeit Die Lehrkanzeln für Philosophie an der Universität Innsbruck zum Dr. phil. promoviert. Seit 1988 ist Goller Mitarbeiter am Universitätsarchiv Innsbruck – in den ersten Jahren unter Leitung von Gerhard Oberkofler, von dem er 2002 die Leitung des Archivs übernahm. Parallel zur Archivarstätigkeit erlangte Goller als Historiker 2001 die Habilitation im Fach Wissenschaftsgeschichte und lehrt in diesem Fachbereich seither an der Universität Innsbruck.
Goller verfasste zahlreiche zeithistorische und biographische Publikationen zur Geschichte der Universität Innsbruck, wobei er eng mit Gerhard Oberkofler zusammenarbeitete. Neben dem gemeinsamen Hauptwerk Geschichte der Universität Innsbruck (1669–1945) (zwei Auflagen 1996) publizierte Goller vielfältige Einzelstudien zur Geschichte des Innsbrucker Forschungsbetriebs des späten 19. und gesamten 20. Jahrhunderts.
Einen zweiten Forschungsschwerpunkt im Werk Gollers bildet die Geschichte der österreichischen Arbeiterbewegung. Im Umfeld der Alfred Klahr Gesellschaft veröffentlichte er mehrere historische Arbeiten, die sich speziell mit Ideengeschichte und Geschichtsschreibung der Arbeiterbewegung beschäftigen.

## Schriften (Auswahl)
Als Autor von Monografien
- Die Lehrkanzeln für Philosophie an der Philosophischen Fakultät der Universität Innsbruck (1848 bis 1945), Innsbruck 1989.
- (mit Gerhard Oberkofler) Mineralogie und Geologie an der Leopold-Franzens-Universität Innsbruck (1867–1945), Innsbruck 1990.
- (mit Gerhard Oberkofler) Materialien zur Geschichte der naturhistorischen Disziplinen in Österreich. Die Botanik an der Universität Innsbruck (1860–1945), Innsbruck 1991.
- (mit Gerhard Oberkofler) Richard Kuhn. Skizzen zur Karriere eines österreichischen Nobelpreisträgers, Innsbruck 1992.
- (mit Gerhard Oberkofler) Über die historische Vernunft und die Zukunft der Linken. Ein Gespräch mit Manfred Buhr, Innsbruck 1992.
- (mit Gerhard Oberkofler) Orientierung über den Balkan. Ein Gespräch mit Zoran Konstantinovic, Innsbruck 1994.
- (mit Gerhard Oberkofler) Fritz Feigl (1891–1971). Notizen und Dokumente zu einer wissenschaftlichen Biographie im Gedenken an Kurt Horeischy und Hans Vollmer, Wien 1994.
- (mit Gerhard Oberkofler) Geschichte der Universität Innsbruck (1669–1945) (= Rechts- und sozialwissenschaftliche Reihe. 14), Frankfurt a. M./Wien 1996.
- Naturrecht, Rechtsphilosophie oder Rechtstheorie? Zur Geschichte der Rechtsphilosophie an Österreichs Universitäten (1848–1945), Frankfurt a. M./Wien 1997.
- Katholisches Theologiestudium an der Universität Innsbruck vor dem Ersten Weltkrieg (1857–1914), Innsbruck/Wien 1997.
- „... natürlich immer auf wissenschaftlicher Ebene!“ Mystifikationen. Die geisteswissenschaftlichen Fächer an der Universität Innsbruck im Übergang von Nazifaschismus zu demokratischer Republik nach 1945. Dokumentation einer Kontinuität, Innsbruck 1999.
- (mit Gerhard Oberkofler) Die medizinische Fakultät Innsbruck. Faschistische Realität (1938) und Kontinuität unter postfaschistischen Bedingungen (1945). Eine Dokumentation, Innsbruck 1999.
- Der Dozentenkader der Naturwissenschaftlichen Fakultät Innsbruck und die Befreiung vom Nazifaschismus 1945–1951, Innsbruck 2000.
- (mit Gerhard Oberkofler) Emmerich Übleis (1912–1942). Kommunistischer Student an der Universität Innsbruck – Antifaschist – Spanienkämpfer – Sowjetpartisan, Innsbruck 2000.
- Hermann Heller. Historismus und Geschichtswissenschaft im Staatsrecht (1919–1933), Frankfurt a. M. 2002.
- (mit Gerhard Oberkofler) Universität Innsbruck. Entnazifizierung und Rehabilitation von Nazikadern (1945–1950), Innsbruck 2003.
- (mit Gerhard Oberkofler) Österreichische Grundrechtsreform. Die Protokolle des Expertenkollegiums für Probleme der Grund- und Freiheitsrechte (1862–1965). Unter Mitarbeit von Hans R. Klecatsky, Frankfurt a. M. 2003.
- (mit Gerhard Oberkofler) Grundrechtskatalog für Österreich? Historisch-politische Anmerkungen zur österreichischen Grundrechtsreform (1962–1965), Frankfurt a. M. 2004.
- Geschichte der Arbeitsrechtswissenschaft in Österreich. Studien über Isidor Ingwer (1866–1942) und Eduard Rabofsky (1911–1994), Wien 2004.
- Natalie Moszkowska (1886–1968). Eine marxistische Nationalökonomin (mit Anmerkungen zu ihren Kontakten zur österreichischen Arbeiterbewegung), Angerberg 2007.
- Marx und Engels in der bürgerlichen Ideologie und in der sozialistischen Theorie. Gesammelte Studien, Wien 2007.
- Otto Bauer – Max Adler. Beiträge zur Geschichte des Austromarxismus (1904–1938), Wien 2008.
- „Während der Schlacht ist es schwer, Kriegsgeschichte zu schreiben, ...“. Geschichtsschreibung der österreichischen Arbeiterbewegung vor 1934, Wien 2009.
- (mit Georg Tidl) „Jubel ohne Ende!“ Die Universität Innsbruck im März 1938, Wien 2012.
- „… wegen der geringsten Vergehen gegen das Koalitionsrecht!“ Streik- und Arbeiterkoalitionsrecht in Österreich 1867–1914, Innsbruck 2023.
- 150 Jahre sozialistische Arbeiterbewegung in Tirol und Vorarlberg. Die Gründungsperiode 1875–1901, Innsbruck 2024.

Als Herausgeber
- (mit Gerhard Oberkofler) Franz Brentano. Briefe an Carl Stumpf 1867–1917, Graz 1989.
- (mit Gerhard Oberkofler) Erwin Schrödinger: Briefe und Dokumente aus Zürich, Wien und Innsbruck. Eingeleitet und kommentiert. Hrsg. von der Zentralbibliothek für Physik in Wien. Innsbruck 1992.
- (mit Gerhard Oberkofler) Alfons Huber. Briefe (1859–1898), Innsbruck/Wien 1995.
- (mit Joachim Gatterer und Pierre Sachse) Franz Hillebrand: Die experimentelle Psychologie, ihre Entstehung und ihre Aufgaben. Antrittsvorlesung gehalten am 19. Oktober 1896 in Innsbruck, in: Journal Psychologie des Alltagshandelns/Psychology of Everyday Activity, Vol. 11, No. 1, S. 47–63.
- (mit Pierre Sachse) Franz Hillebrand. Ausgewählte Schriften zur Wahrnehmungspsychologie und Erkenntnistheorie (1889–1926), Innsbruck 2021.
- 150 Jahre sozialistische Arbeiterbewegung in Tirol und Vorarlberg. Dokumente zur Geschichte der frühen sozialistischen Arbeiterbewegung in Tirol und Vorarlberg (1890–1905) online.